# Htmledit
Htmledit est un éditeur HTML en mode texte. Il intègre des fonctions de base comme la coloration syntaxique du code HTML, JavaScript, PHP, ASP, etc. Il est distribué en shareware.